# Oberes Teufelsbachtal
Das Naturschutzgebiet Oberes Teufelsbachtal liegt auf dem Gebiet der kreisfreien Stadt Remscheid in Nordrhein-Westfalen. Das Gebiet erstreckt sich nordöstlich der Kernstadt von Remscheid und liegt im Stadtteil Hohenhagen. Ein von der Straße Hohenhagen in nördlicher Richtung abzweigender Weg führt am Rand des Naturschutzgebietes vorbei bis ins Tal zur Ölmühle, immer parallel zum Teufelsbach.

## Bedeutung
Das etwa 5,97 ha große Gebiet steht seit dem Jahr 2001 unter Veränderungsverbot und wurde unter der Schlüsselnummer RS-023 im Jahr 2003 rechtskräftig unter Naturschutz gestellt. Es handelt sich um ein strukturreiches, offenes, überwiegend als Grünland genutztes Muldental. Das offene, von Hecken und Gehölzstrukturen gegliederte Wiesental stellt ein Relikt der bäuerlichen Kulturlandschaft des Bergischen Landes dar.
Die Schutzausweisung dient insbesondere der Erhaltung und Optimierung der offenen und strukturreichen Talmulde des Teufelbaches sowie der Sicherung des reich strukturierten Biotopkomplexes mit naturnaher Bachstrecke, Feucht- und Magergrünland, Feuchtbrachen sowie Hecken und Gehölzstrukturen. Diese schutzwürdigen Biotope sollen unter anderem als Lebensraum für gefährdete Tierarten (zum Beispiel Wasseramsel, Dunkers Quellschnecke und Europäischer Bachhaft (Osmylus fulvicephalus) ) vor Beeinträchtigungen geschützt und die Biotopverbundfunktion des Tales gesichert werden. Insgesamt zeichnet sich das Obere Teufelsbachtal durch seine besondere Eigenart und Schönheit aus. Es bildet mit der östlich angrenzenden Hochfläche Hohenhagen eine landschaftsästhetische Einheit.

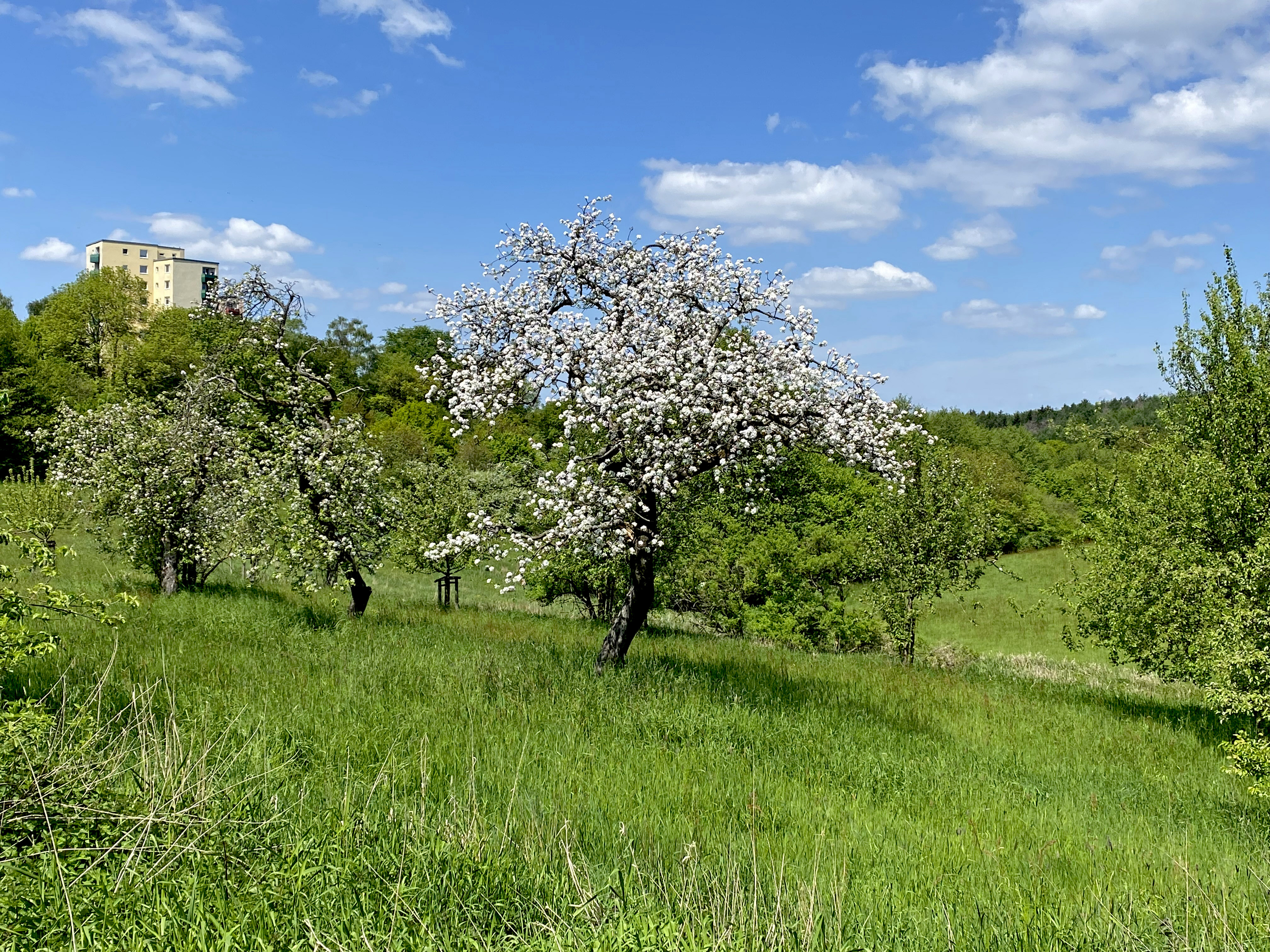
Streuobstwiese in Blüte
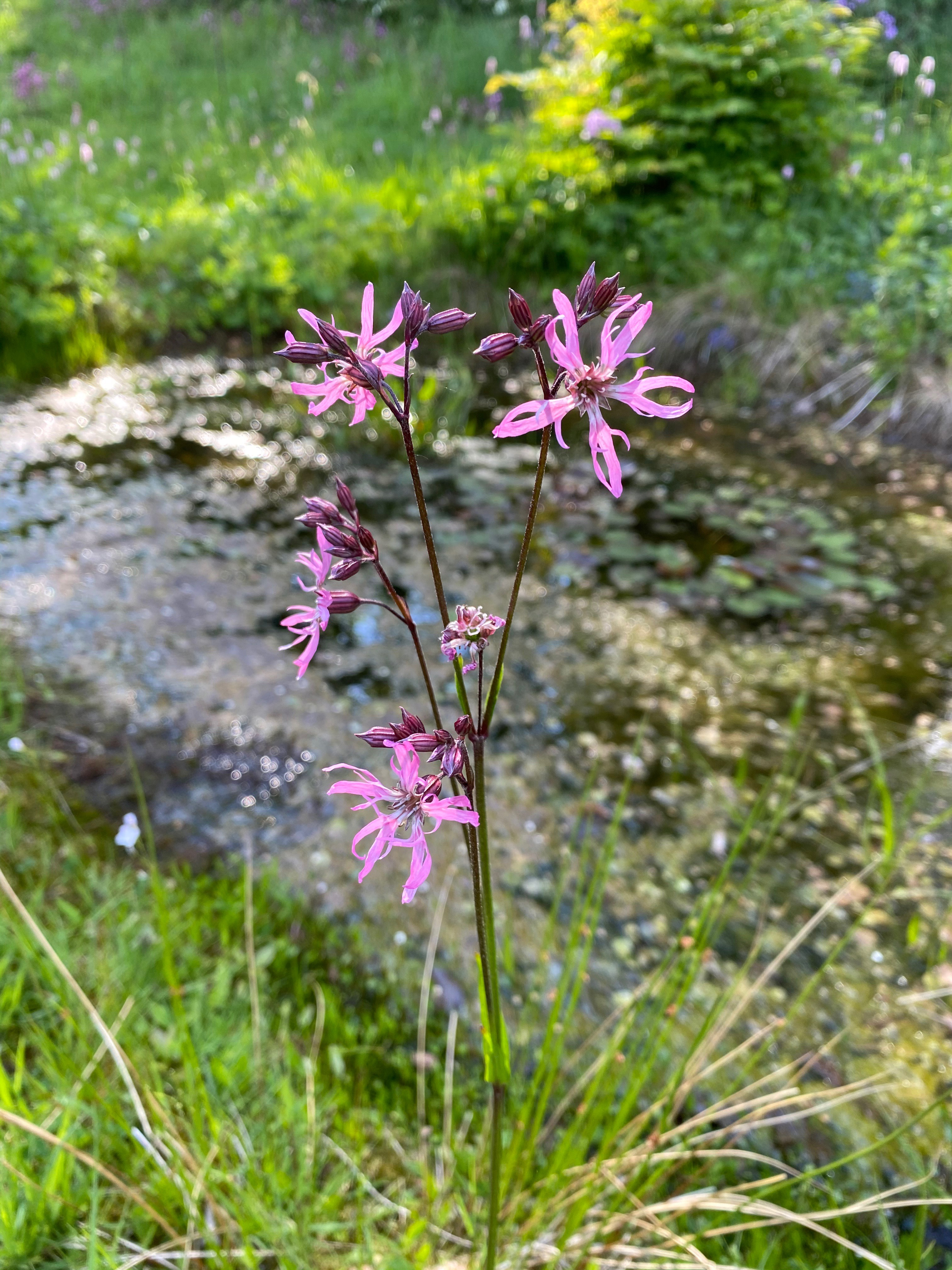
Kuckucks-Lichtnelke (Lychnis flos-cuculi)
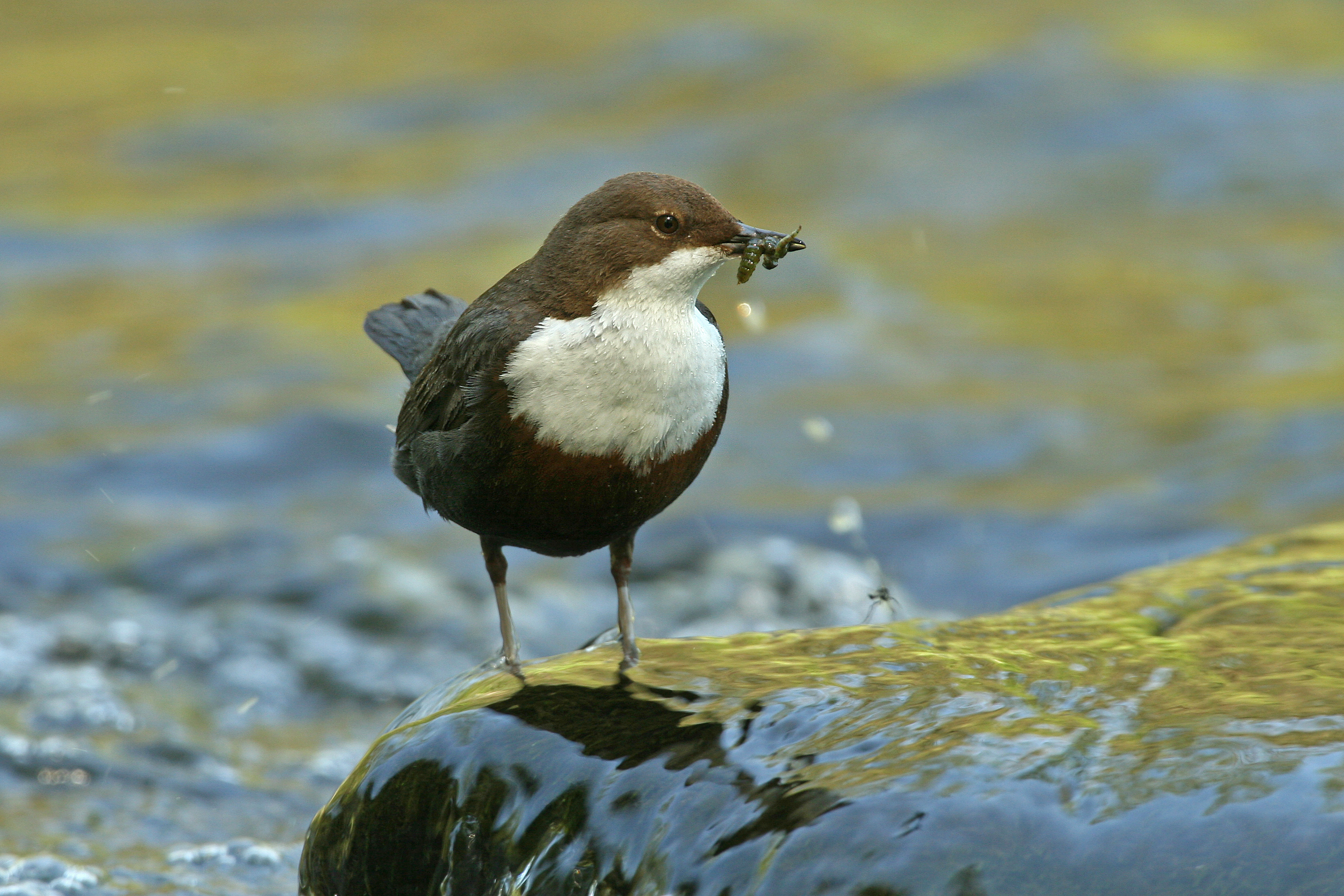
Wasseramsel (Cinclus cinclus)
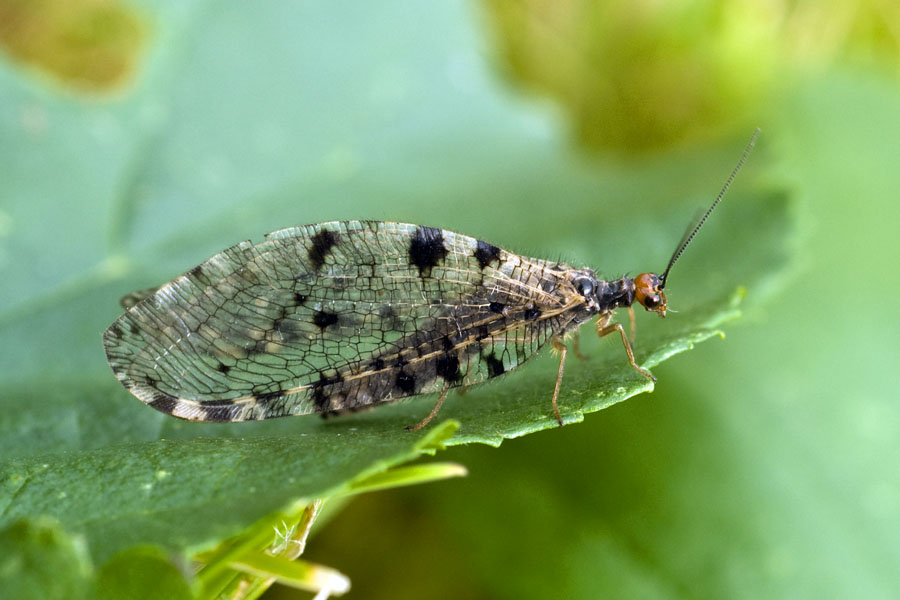
Bachhaft (Osmylus fulvicephalus)
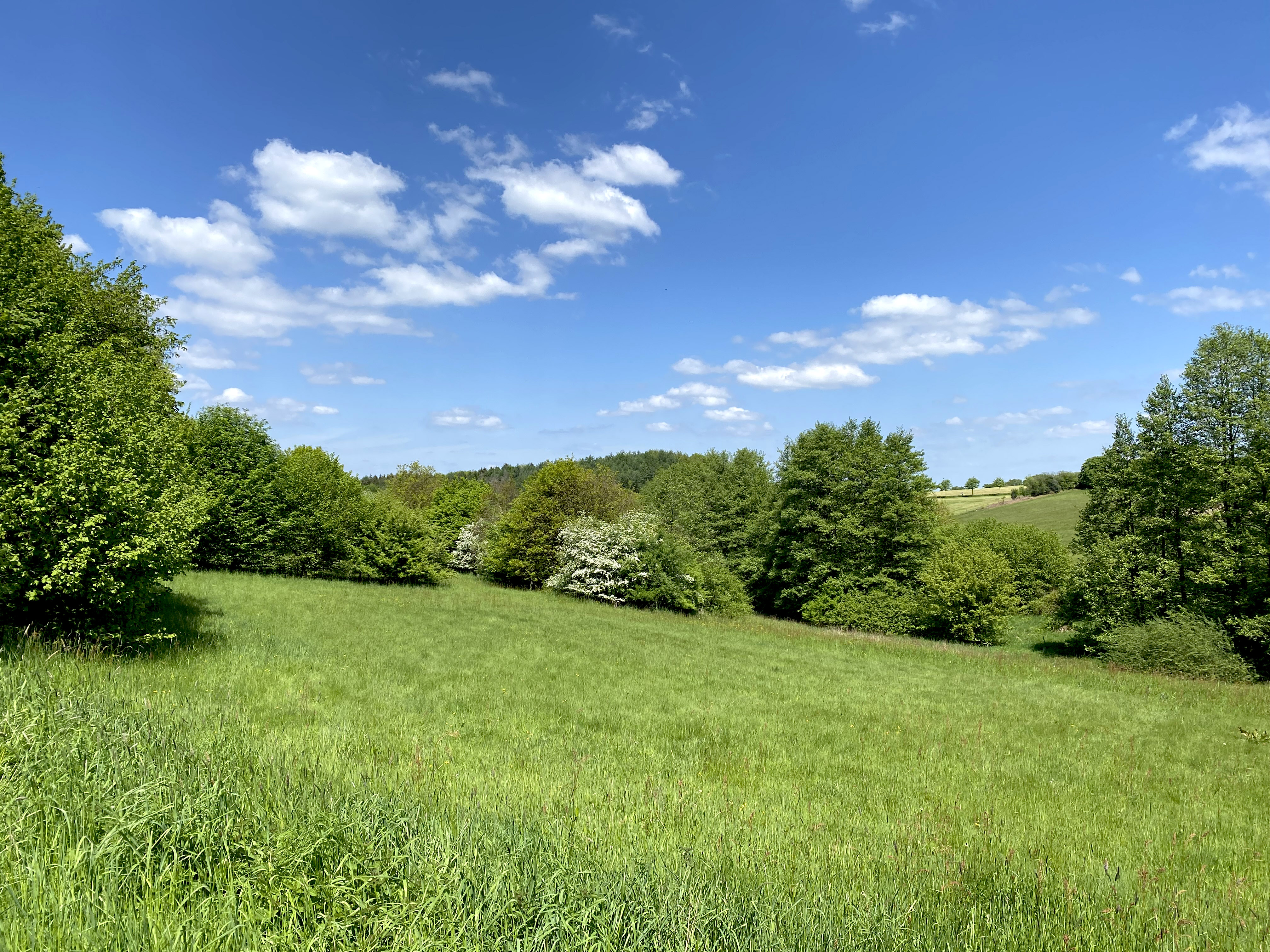
Abwechslungsreiche Landschaftsstruktur im NSG
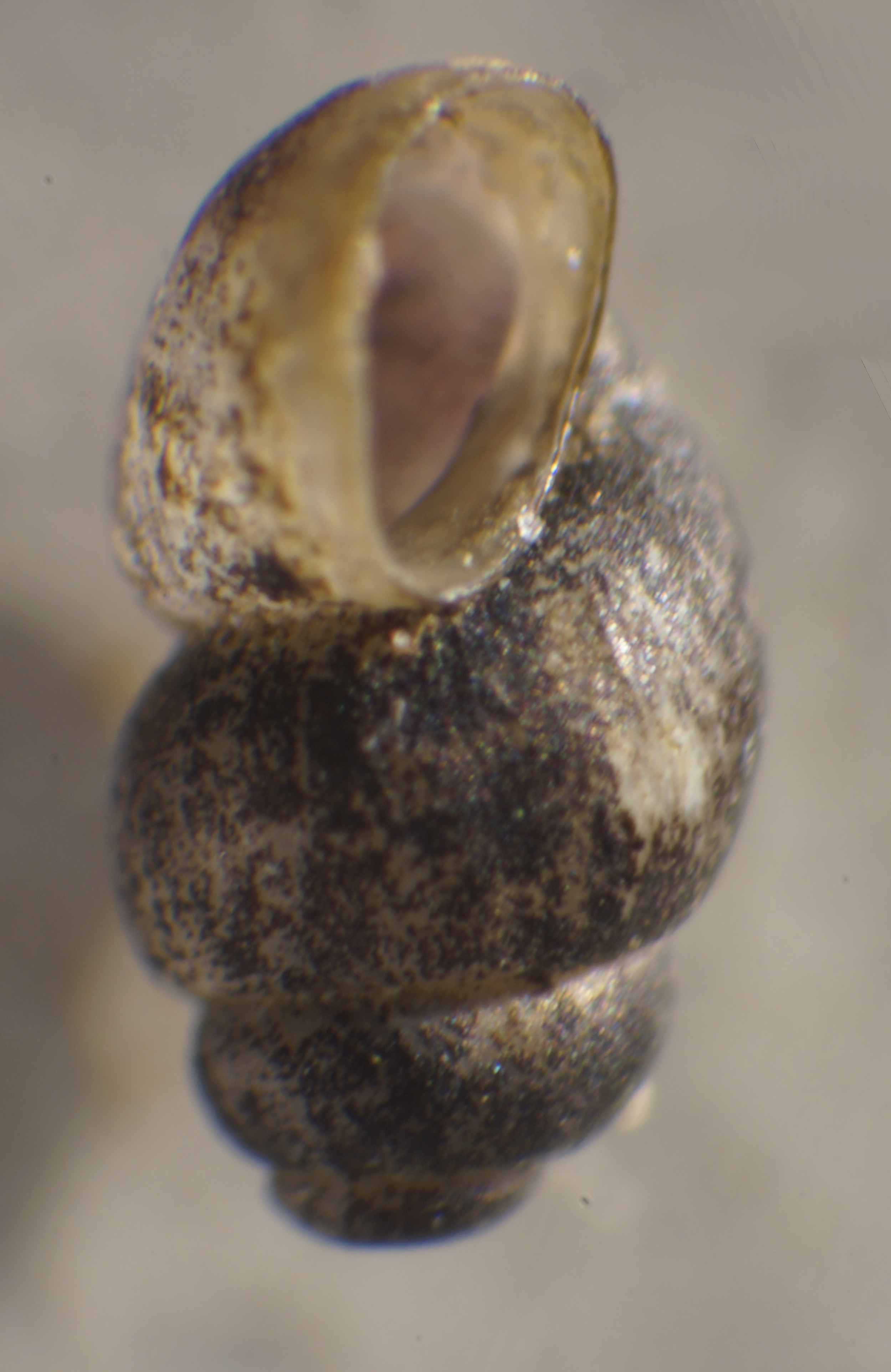
Dunkers Quellschnecke – Gehäuse (Bythinella dunkeri)
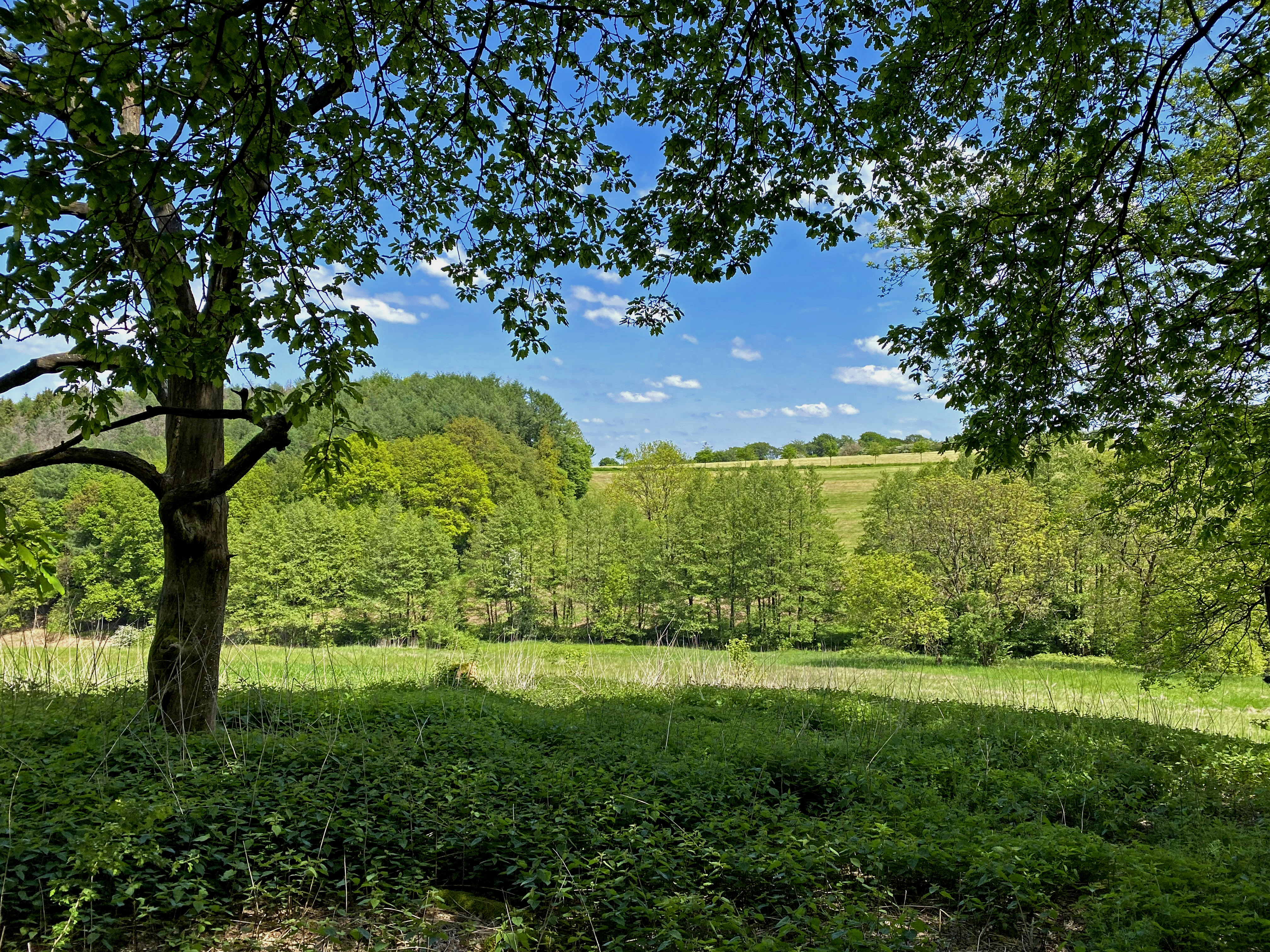
Wald begleitet den Teufelsbach im unteren Abschnitt des NSG
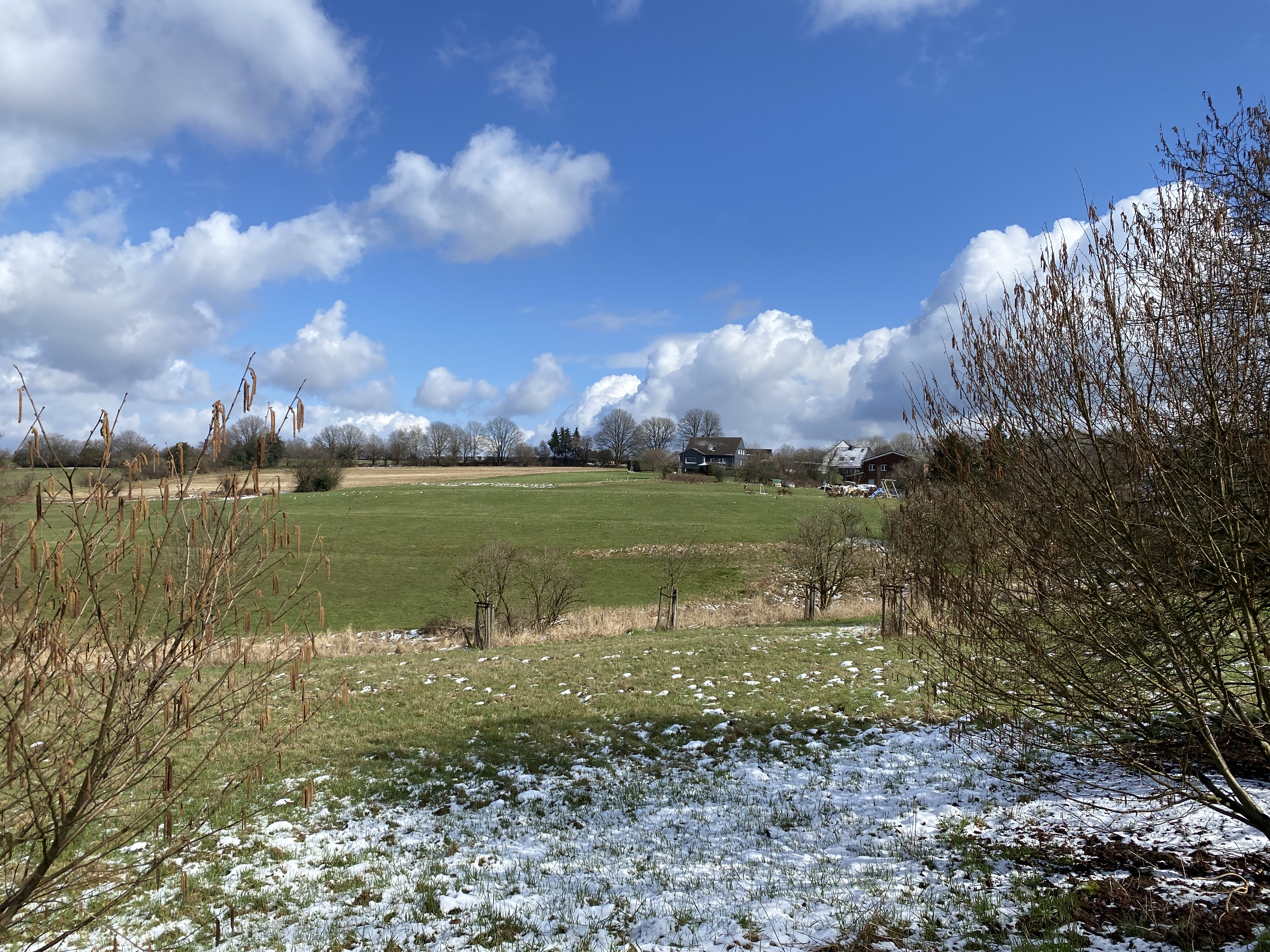
Blick über das Obere Teufelsbachtal auf die Hochfläche Hohenhagen